# 訴諸冗贅
訴諸冗贅（英語：proof by intimidation；拉丁語：argumentum verbosium），是一種非形式謬誤，係藉由使用冗長複雜、看似高深莫測的數學公式或專業術語證成主張，令讀者無從反駁，要么承認自己看不懂，要么被迫接受其主張。
例1

- 甲：光速是每秒30萬公里。
- 乙：你錯了，根據（一大堆不相干的理論和數學公式，例如根據菲涅耳方程式以及大氣壓所引發的高空反氣旋造成的熱帶擾動，導致光穿過雲層的時候出現誤差...），所以光速不是每秒30萬公里。聽不懂吧？所以我是對的。
- 甲：.....

## 外部連結
- （英文）Proof By Verbosity - Definition & Examples（页面存档备份，存于）